# 佐藤忠次郎
佐藤忠次郎（さとう ちゅうじろう、1887年1月11日 - 1944年）は、佐藤造機（三菱マヒンドラ農機）の創設者。島根県出雲郷村（現・松江市）出身。
　

## 人物
- 1887年1月11日に島根県意宇郡出雲郷（あだかえ）村（現・松江市）で生まれる。
- 自転車の車輪の回転が道端の稲穂を引っ掛けているのを発見し、高速に回転するものに稲穂を当てれば、効率よく稲穂が落ちるのではないかと考え、1914年（大正3年）に回転式稲扱機の発明に成功。1917年（大正6年）には、中耕除草器の発明に成功。その後揖屋村（現・松江市）に「佐藤造機」を設立。
- 揖屋村長に就任し、翌年に町制を誕生させ、10年間にわたり、揖屋町を支えた。また、県議会議員としても6年間県政に関わり、功績を残した。
- 三菱マヒンドラ農機本社の公園内には、高さ1.3mの銅像がある。彫刻家安達貫一が作製し、1960年（昭和35年）に建立された。
- 佐藤忠次郎が暮らしていた家は、「佐藤忠次郎記念館」として、保存されている。

## 考案した主な農機具
- 回転式稲扱機
- 中耕除草器
- 動力脱穀機
- 動力籾摺機